# تیگران آیوازیان
تیگران نیکیتایی آیوازیان (ارمنی: Տիգրան Նիկիտայի Այվազյան؛ انگلیسی: Tigran Ayvazyan؛ ۶ ژانویهٔ ۱۸۹۳ – ۲۱ نوامبر ۱۹۵۶) یک بازیگر اهل ارمنستان بود. وی بین سال‌های ۱۹۲۸ تا ۱۹۴۴ میلادی فعالیت می‌کرد.

## زندگی‌نامه
وی در ۶ ژانویهٔ ۱۸۹۳ در؟ به دنیا آمد و از فرهنگستان دولتی تئاتر سوندوکیان فارغ‌التحصیل گشت. وی برنده جوایزی همچون هنرمند شایسته ارمنستان شوروی شد. وی در ۲۱ نوامبر ۱۹۵۶ در سن ۶۳ سالگی در ایروان درگذشت.

## گزیده فیلمشناسی
از فیلم‌ها یا برنامه‌های تلویزیونی که وی در آن نقش داشته است می‌توان به خزپوش (۱۹۲۷)، داویت بک (۱۹۴۳) اشاره کرد.